# Yeşilırmak
Yeşilırmak – rzeka w Azji w północnej Turcji o długości 418 km. Rzeka wypływa na Wyżynie Anatolijskiej, a uchodzi do Morza Czarnego.
Rzeka jest wykorzystywana do nawadniana oraz do celów energetycznych.